# محمد الخليفة (سياسي)
امحمد الخليفة سياسي ومحامي مغربي من مواليد سنة 1939 في مراكش. شغل مرتين منصب وزير في حكومة اليوسفي الثانية بين سبتمبر 2000 ونوفمبر 2002، وفي حكومة جطو الأولى بين نوفمبر 2002 ويونيو 2004. وهو حاليًا عضو في اللجنة التنفيذية لحزب الاستقلال.

## مسيرته
التحق امحمد الخليفة بالحركة الوطنية منذ صغره، ففي عام 1955، أصبح أصغر زعيم لحزب الاستقلال في مدينة مراكش. بعد أن حصل على تكوين في القانون، التحق بنقابة المحامين في مراكش عام 1964، ثم أصبح رئيسًا لها في السبعينيات.
في عام 1976، أصبح امحمد الخليفة رئيسًا للمجلس البلدي لمراكش، وهو المنصب الذي احتفظ به حتى عام 1984. وفي الانتخابات التشريعية عام 1977، فاز بمقعد في دائرة مراكش وأصبح عضوًا في مجلس النواب. وسيتم إعادة انتخابه لنفس المدينة في الانتخابات التشريعية لسنوات 1984 و1993 و1997 و2002.
في 6 سبتمبر 2000، أثناء تشكيل حكومة اليوسفي الثانية، تم تعيينه وزيراً لإصلاح الإدارة والوظيفة العمومية. ثم شغل منصب وزير الصناعة التقليدية والاقتصاد الاجتماعي في حكومة جطو الأولى بين 7 نوفمبر 2002 و8 يونيو 2004.

## التكريمات
حصل امحمد الخليفة على وسام الاستحقاق الوطني من قبل الرئيس الفرنسي آنذاك فرنسوا ميتران. كما تم توسيمه من قبل الرئيس السنغالي في ذلك الوقت عبدو ضيوف.